# 라플라스의 마녀
《라플라스의 마녀》(일본어: ラプラスの魔女)는 히가시노 게이고의 2015년 장편 추리소설이다. 작가의 데뷔 30주년 기념 작품이다. 대한민국에는 현대문학에서 양윤옥 번역으로 출간되었다.

## 줄거리
이야기는 돌연한 토네이도가 모녀를 덮친 재난에서 시작한다. 어린 마도카를 살리고 엄마가 목숨을 잃은 그날, 뇌의학계의 권위자인 아버지 우하라 박사는 한 소년의 수술 일정이 잡혀 화를 면한다. 그로부터 8년 뒤, 전직 경찰 다케오는 경호 업무 일로 찾아간 수리학 연구소에서 마도카를 지켜달라는 의뢰를 받는다. 평범한 열여덟 살 소녀에게 왜 경호가 필요한지 의아하게 여기던 다케오는 차츰 그녀 주위에서 일어나는 신기한 현상들을 접하면서 마도카에게 어떤 ‘능력’이 있다고 느끼기 시작한다.
그 무렵, D 현의 온천지에서 황화수소 중독으로 육십 대의 영화 프로듀서가 사망한다. 피해자의 젊은 아내를 의심하는 형사 나카오카는 사고 검증을 맡은 지구화학 전문가 아오에 교수를 찾아가나, 교수는 불행한 우연들이 겹쳐지며 일어난 ‘단순 사고’라고 판단한다. 그런데 얼마 뒤 또 다른 온천지에서도 유사한 양상의 황화수소 중독 사망 사고가 일어난다. 불가사의한 자연현상을 해명하는 데 어려움을 겪던 아오에 교수는 두 현장에서 누군가를 찾고 있는 마도카와 마주치며 서서히 사건에 휘말린다.
- 우하라 마도카(羽原円華)

토네이도로 어머니를 잃고 대학 부속 연구소에서 지내는 소녀. 자연현상을 읽고 예측할 수 있는 '라플라스의 마녀'.
- 아오에 슈스케(青江修介)

다이호 대학 지구화학 교수. 나카오카 형사의 의뢰로 황화수소 가스 중독 사건을 조사하며 마도카와 만나게 된다.
- 아마카스 겐토(甘粕謙人)

황화수소 가스 자살 사건으로부터 가까스로 살아남은 아마카스 사이세이의 아들.
- 아마카스 사이세이(甘粕才生)

저명한 영화 감독. 몇 년 전 집에서 발생한 황화수소 가스 사건으로 아내와 딸을 잃고, 아들 겐토만이 살아남은 뒤 자취를 감추었다.
- 우하라 젠타로(羽原全太朗)

마도카의 아버지. 가미메이 대학 교수로 뇌 과학 연구의 대가이다.
- 다케오 도오루(武尾徹)

전직 경찰로 마도카의 경호원.
- 기리미야 레이(桐宮玲)

수리학 연구소 직원으로 마도카를 관리하고 있다.
- 오쿠니시 데쓰코(奥西哲子)

아오에 교수의 조교.
- 나카오카 유지(中岡祐二)

아자부기타 경찰서 형사. 아오에 교수와 함께 황화수소 가스 중독 사건을 수사한다.
- 나리타 계장(成田係長)

나카오카 형사의 상사.
- 미즈키 요시로(水城義郎)

황화수소 가스 중독 사건으로 사망한 저명한 영화 프로듀서.
- 미즈키 치사토(水城千佐都)

미즈키 요시로의 젊은 아내.
- 미즈키 미요시(水城ミヨシ)

미즈키 요시로의 노모. 요양시설에서 지내고 있다. 아들의 살해범으로 젊은 아내 치사토를 의심한다.
- 나스노 고로(那須野五郎)

황화수소 가스 중독 사건으로 사망한 무명 배우. 본명은 '모리모토 고로'라고 한다.
- 마에야마 요코(前山洋子)

황화수소 가스 중독 사건이 발생한 지역의 여관 안주인.
- 이소베(磯部)

황화수소 가스 중독 사건 조사원이다. 환경보전과 소속 공무원으로 중독사건으로 현장에 파견됨
- 우치카와(内川)
- 우하라 미나(羽原美奈)

마도카의 어머니. 소설 서두에서 토네이도에 휘말려 건물 잔해에 깔려 목숨을 잃는다.
- 에비사와 유미코

홋카이도 (일본의 한 지역)에 사는 마도카의 외할머니.
- 아마카스 모에, 아마카스 유카코

아마카스 사이세이의 죽은 딸과 아내. 모에가 집에서 황화수소 가스로 자살하였고 유카코는 그에 휘말렸다고 알려졌다.
- 아오에 게이코, 아오에 소타

아오에 교수의 아내와 아들.
- 네기시

아마카스 사이세이의 친구로 출판사 직원이다.
- 야구치 나오야

호스티스로 일하던 치카코와 만났던 남자.